# マプロチリン

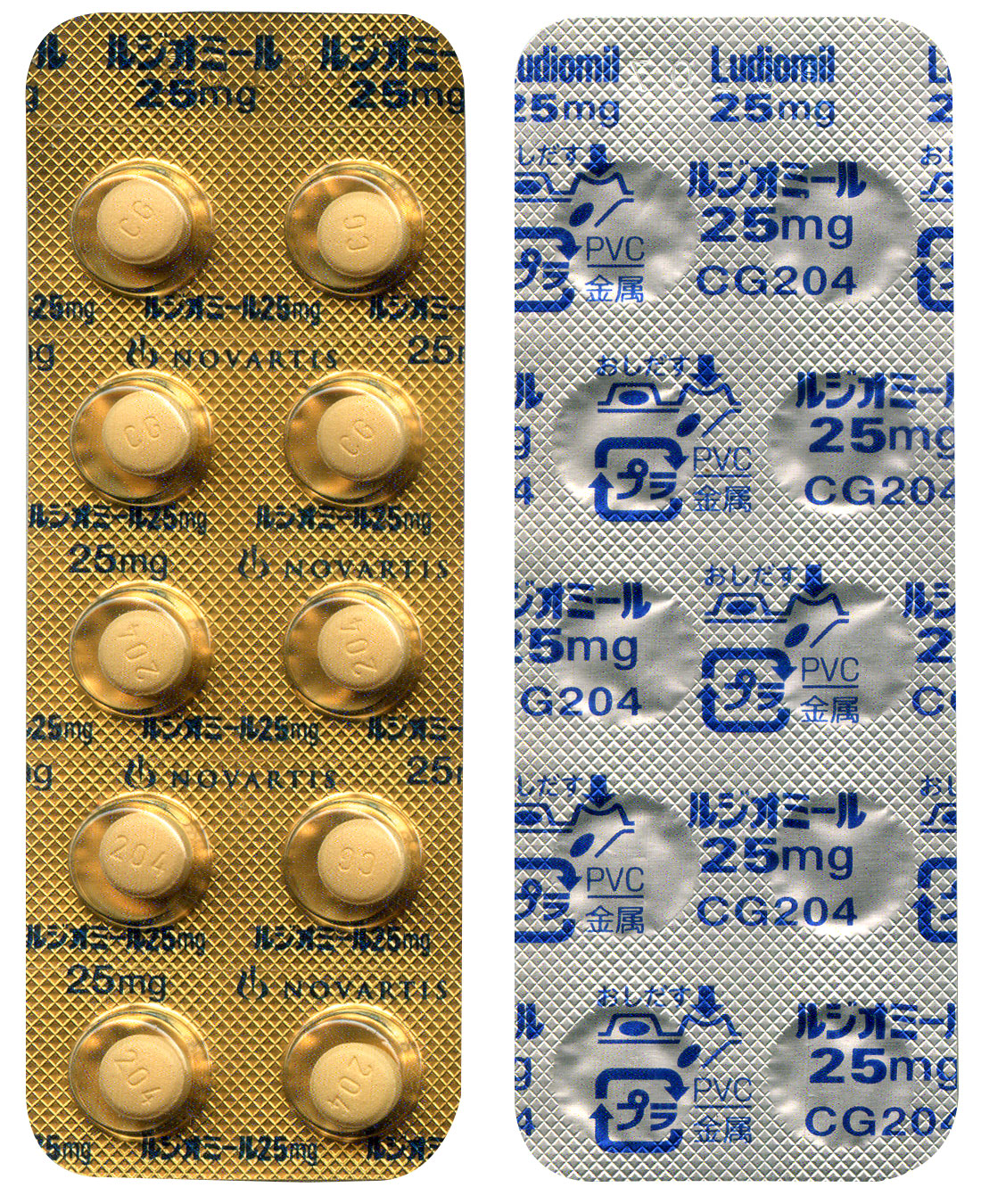
ルジオミール 25mg錠

マプロチリン (maprotiline) は、有機化合物の一種。四環系抗うつ薬の一種で、うつ病・うつ状態の治療薬に使用される。融点は 244 ℃。
1964年にスイスのCIBA-GEIGY社により開発された最初の四環系抗うつ薬である。日本国内では1981年にノバルティスよりルジオミールという商品名で塩酸塩として発売された。

## 禁忌・注意
- モノアミン酸化酵素阻害剤を服用している者には投与できない。
- 緑内障、排尿困難（前立腺疾患）のある者は悪影響を与える場合があるため、投与できない。
- 心筋梗塞、またはその回復初期の者は投与できない。
- てんかんの痙攣性疾患のある者は投与できない。
- 眠気や注意力の低下が起こることがあるため、投与中の患者には自動車等の危険を伴う機械の操作に従事させないこと。

## 効能・効果
うつ病・うつ状態

## 効能又は効果に関連する使用上の注意
抗うつ剤の投与により、24歳以下の患者で、自殺念慮、自殺企図のリスクが増加するとの報告があるため、本剤の投与にあたっては、リスクとベネフィットを考慮すること。

## 種類
- 錠剤:10mg（白色）、25mg（淡黄色）、50mg（暗い橙色）
- 全てフィルムコート錠である。